# Иван Дойчев
Иван Дойчев Иванов е български офицер, генерал-майор от Държавна сигурност.

## Биография
Роден е 10 октомври 1934 г. в ловешкото село Деветаки. От 8 януари до 8 август 1970 е заместник-началник на отделение. След това става началник на отделение до 1972 г. От 8 юни 1972 г. до 10 август 1978 г. е първи заместник-началник на Окръжното управление на МВР-Ловеч. През 1973 г. е изпратен на 5 месечна обучение в школата на КГБ в Москва. На 6 август 1976 г. е изпратен отново в същата школа, за да премине двумесечен курс. В периода 10 август 1978 – 30 април 1982 г. е началник на Окръжното управление на МВР-Монтана. От 30 април 1982 г. до 1 юли 1990 г. е началник на Окръжното управление на МВР в Ловеч (от 1988 Областно управление).